# Stazione di Luni
La stazione di Luni, situata sulla linea ferroviaria Genova-Pisa, è la fermata ferroviaria a servizio dei comuni di Castelnuovo Magra e di Luni, essendo edificata al confine tra i due territori, in una zona chiamata Luni Stazione.

## Storia
Già pianificato nell'anno precedente (come fermata in località Mano di Ferro, tra Avenza e Sarzana, e con denominazione "Movodifeno"), l'impianto venne inaugurato il 1º maggio 1885 e abilitato al servizio viaggiatori e bagagli, dopo l'attivazione del tratto di ferrovia Tirrenica da Massa a Sarzana, aperto il 15 maggio 1863 e poi prolungato fino alla Spezia il 4 agosto 1864, dalle Strade Ferrate dell'Alta Italia.
Nel 1889, contestualmente all'attivazione del raddoppio da Avenza a Sarzana, venne dotata di scalo merci per il servizio a grande velocità. Il 15 agosto 1905 tale servizio venne esteso da 50 kg a 200 kg e tra il 1921 e il 1922 vennero impiantati nuovi binari di per il carico e scarico delle merci.
Con il progressivo declino del traffico merci venne poi declassata a semplice fermata lungo la linea.

## Strutture e impianti
Costituendo semplice fermata in piena linea l'impianto, che si affaccia sulla strada statale 1 Via Aurelia, dispone dei soli due binari di corsa serviti rispettivamente da due banchine. Gli edifici di stazione, ivi compreso il fabbricato viaggiatori, sono in disuso.
Tra il 1924 e il 1926, da una statistica delle FS, risultavano i seguenti impianti:
- una cabina con apparato centrale con 4 leve per segnali;
- 4 deviatoi semplici, 1 inglese semplice e 2 inglesi doppi;
- un piano caricatore con una lunghezza di accosto di 74 m e un'area di 1050 m²;
- lunghezza dei binari di servizio pari a 162 m, esclusi i due di corsa.

Nei pressi della stazione è possibile raggiungere la principale attrazione del posto, il museo archeologico della città romana di Luni.

## Movimento
La stazione è servita da alcuni dei treni delle relazioni regionali Trenitalia svolte nell'ambito dei contratti di servizio stipulati con la Regione Toscana denominati anche "Memorario".